# William Yiampoy
William Yiampoy (17 de mayo de 1974) es un atleta keniano, especialista en la prueba de 800 m, con la que ha logrado ser medallista de bronce mundial en 2005.

## Carrera deportiva
En el Mundial de Helsinki 2005 ganó la medalla de bronce en los 800 metros, con un tiempo de 1:44.55 segundos, quedando por detrás del bareiní Rashid Ramzi y del ruso Yuriy Borzakovskiy.